# Diego del Alcázar Silvela
Diego del Alcázar Silvela X książę de la Romana, grand Hiszpanii (ur. 30 sierpnia 1950 w Ávili) – hiszpański arystokrata i przedsiębiorca.
W swojej karierze pełni funkcję członka rad dyrektorów grup komunikacyjnych, firm technologicznych i konsumenckich. Od 2007 do 2012 roku był prezesem Grupy Vocento, do której należą m.in. takie czasopisma jak ABC i El Correo. Jest założycielem i przewodniczącym szkoły biznesu Instituto de Empresa oraz wiceprezesem Fundación Arte Hispánico, a także patronem i doradcą różnych fundacji i organizacji.
W 2003 otrzymał Krzyż Wielki Orderu Cywilnego Alfonsa X Mądrego, przyznawany osobowościom ze świata kultury, edukacji i nauki.